# Ouachita (rivier)
De Ouachita is een rivier met een lengte van 974 km die ontspringt in de Ouachita Mountains in Arkansas. De rivier stroomt in zuidoostelijke richting door de staten Arkansas en Louisiana en vloeit nabij Jonesville samen met de Tensas River om zo samen de Black River te vormen. De rivier behoort tot het stroomgebied van de Mississippi en stroomt door vruchtbare landbouwgrond. In zijn bovenloop is de Ouachita op verschillende plaatsen afgedamd, waardoor de stuwmeren Lake Ouachita en Lake Hamilton zijn gevormd. Belangrijke steden aan deze rivier zijn Camden en Monroe.
Belangrijke zijrivieren zijn de Saline, Bayou Bartholomew en Boeuf River.
- Library of Congress Control Number: sh86001769
- National Archives and Records Administration: 10046755
- Nationale Bibliotheek van Israël: 987007543982405171